# موارد مشتركة

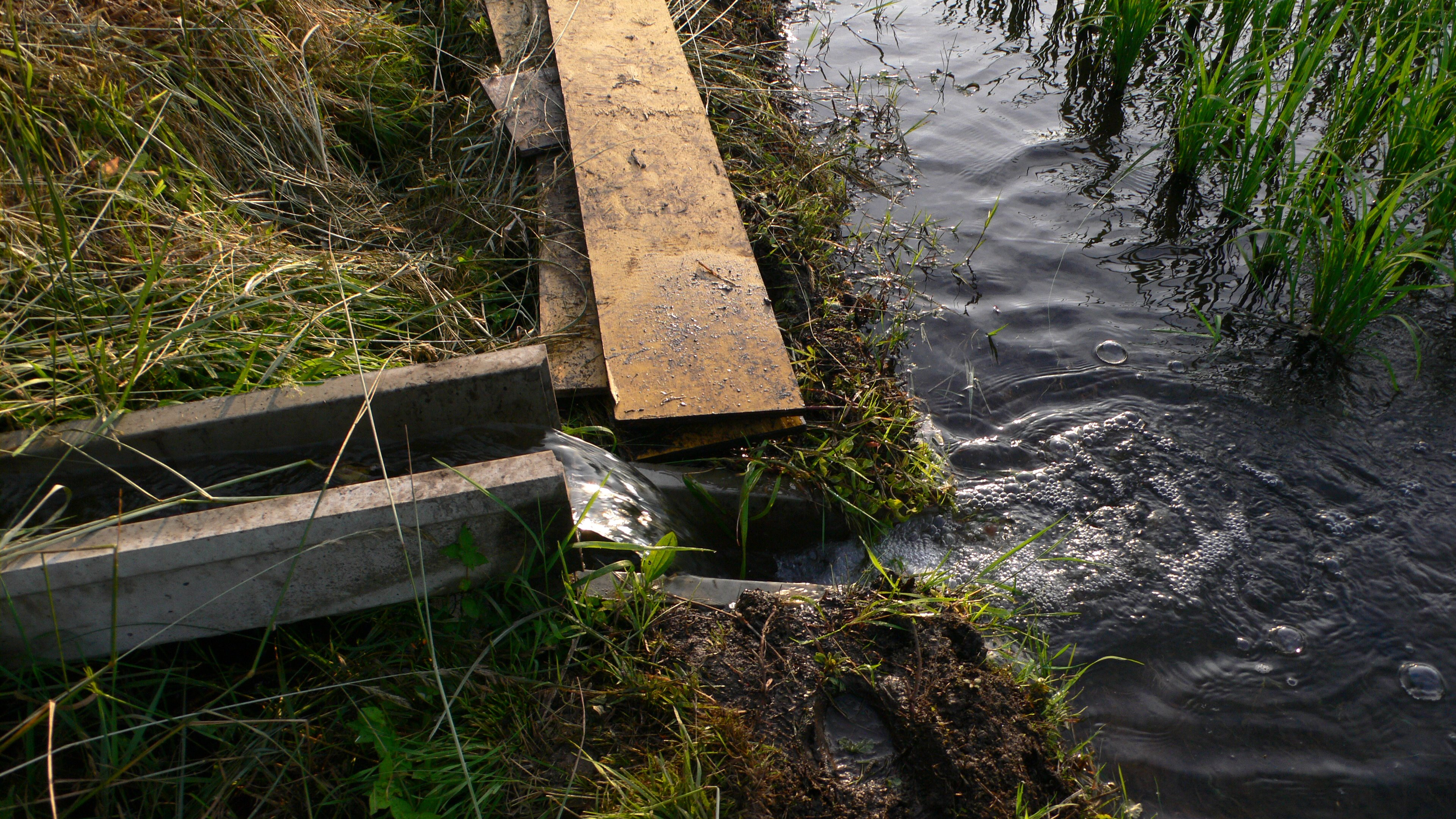

الموارد المشتركة في علم الاقتصاد هي نوع من السلع تتكون من الموارد الطبيعية أو الصناعية (مثل نظام الري أو مناطق الصيد)، مما يجعل حجمها أو خصائصها مكلفة، ولكن ليس من المستحيل استبعاد المستفيدين المحتملين من الحصول على فوائد استخدامها. وعلى عكس السلع العامة البحتة تواجه الموارد المشتركة مشاكل الازدحام أو الاستخدام المفرط لأنها قابلة للتناقص. تتكون الموارد المشتركة عادة من مورد أساسي (مثل الماء أو الأسماك) والذي يحدد متغير المخزون، مع توفير كمية محدودة من المواد الثانوية القابلة للاستخراج، والتي تحدد متغير التدفق. يجب حماية المورد الأساسي أو رعايته من أجل السماح باستغلاله بشكل مستمر، لكن يمكن حصاد أو استهلاك المواد الثانوية.

## أنظمة الملكية المشتركة
نظام حقوق الملكية المشتركة (يجب التمييز بينه وبين الموارد المشتركة) هو ترتيب اجتماعي معين يحافظ على الموارد المشتركة وسلامتها واستهلاكها. انتُقد استخدام مصطلح موارد الملكية العامة للإشارة إلى نوع معين من السلع، لأن الموارد المشتركة لا تخضع بالضرورة لقوانين الملكية العامة. تشمل الأمثلة على الموارد المشتركة أنظمة الري أو مناطق الصيد أو المراعي أو الغابات أو المياه أو الغلاف الجوي. تسمح المراعي على سبيل المثال بقدر معين من الرعي كل عام دون الإضرار بالموارد الأساسية. ومع ذلك ففي حالة الرعي المفرط قد تصبح المراعي أكثر عرضة للتآكل وتؤدي في النهاية إلى قلة فائدة مستخدميها. ونظرًا لأن الموارد الأساسية ضعيفة تخضع الموارد المشتركة بشكل عام لتأثير مشاكل الازدحام والاستخدام المفرط والتلوث والتدمير المحتمل ما لم توضع قيود على الحصاد أو الاستخدام.

## الملكية
قد تكون الموارد المشتركة مملوكة لحكومات وطنية أو إقليمية أو محلية كسلع عامة، أو لمجموعات معينة كموارد ملكية مشتركة، أو لأفراد أو شركات خاصة كسلع خاصة. تستخدم عندما لا يمتلكها أحد كموارد ذات إمكانية وصول مفتوح. لاحظت إلينور أوستروم خضوع عدد من الموارد المشتركة لقوانين الملكية المشتركة (قوانين مختلفة عن الملكية الخاصة أو ملكية الدولة) استنادًا إلى الإدارة الذاتية من قبل المجتمع المحلي. تتناقض ملاحظاتها مع الادعاءات التي تنص على ضرورة خصخصة الموارد المشتركة.

## قوانين الملكية العامة
تنشأ نظم الإدارة المشتركة للممتلكات عندما يهدد المستخدمون الذين يعملون بشكل مستقل الفائدة الإجمالية من الموارد المشتركة. وتنسق البروتوكولات الاستراتيجيات للحفاظ على المورد كملكية مشتركة بدلاً من تقسيمه إلى أجزاء من الملكيات الخاصة. عادة ما تحمي أنظمة الملكية المشتركة المورد الأساسي وتخصص الموارد الثانوية من خلال المعايير المجتمعية المعقدة لصنع القرار بالإجماع. يجب أن تواجه إدارة الموارد المشتركة المهمة الصعبة المتمثلة في وضع القواعد التي تحد من الكمية والتوقيت والتكنولوجيا المستخدمة لاستخدام وحدات الموارد المختلفة من نظام الموارد. سيؤدي تعيين حدود عالية جدًا إلى الإفراط في الاستخدام وتدمير المورد الأساسي في النهاية بينما يؤدي تعيين حدود منخفضة للغاية إلى تقليل الفوائد التي يحصل عليها المستخدمون دون ضرورة.
إنَّ الوصول إلى المورد في أنظمة الملكية العامة ليس مجانيًا والموارد المشتركة ليست سلع عامة. في حين يوجد وصول مجاني نوعًا ما خاضع للمراقبة لأعضاء المجتمع إلا أنه توجد آليات قائمة تسمح للمجتمع باستبعاد الغرباء من استخدام موارده. وهكذا تظهر الموارد المشترك في حالة الملكية المشتركة كسلعة خاصة لشخص خارجي وكسلعة عامة لمن داخل المجتمع.
حددت عالمة الاقتصاد السياسي إلينور أوستروم من خلال تحليل تصميم مؤسسات الموارد المشتركة طويلة الأمد ثمانية مبادئ تصميمية واعتبرتها متطلبات مسبقة للحفاظ على الموارد المشتركة بشكل مستقر:
1. وضع حدود واضحة جدًا.
2. التطابق بين قواعد التخصيص والشروط والظروف المحلية.
3. قواعد الاختيار الجماعي التي تسمح بمشاركة معظم المعنيين في عملية صنع القرار.
4. المراقبة الفعالة من قبل المراقبين الذين هم جزء من المراقبين أو مسؤولين عنها.
5. عقوبات متدرجة للأشخاص الذين لا يحترمون قواعد المجتمع.
6. آليات حل النزاعات رخيصة الثمن وسهلة التطبيق.
7. الاعتراف بحقوق التنظيم (على سبيل المثال: من قبل الحكومة).
8. في حالة موارد مشتركة كبيرة: التنظيم على شكل طبقات متعددة من الموارد المتداخلة، مع وجود موارد مشتركة محلية صغيرة.

تعمل أنظمة الملكية المشتركة عادةً على المستوى المحلي لمنع الاستغلال المفرط لنظام الموارد الذي يمكن من خلاله استخراج وحدات ثانوية واستغلالها. تستخدم في بعض الحالات القوانين الحكومية بنجاح لمنع التلوث المفرط، بينما يستمر الاستخدام المفرط أو التلوث في حالات أخرى خاصة في ظل عدم وجود حكومة قادرة على وضع حدود ومراقبة الأنشطة الاقتصادية.

### الحكم المتكيف
تعتمد إدارة الموارد المشتركة بشكل كبير على نوع الموارد. قد لا تكون الاستراتيجية الفعالة في أحد المواقع أو الموارد مناسبة بالضرورة لموقع آخر. اعتبر أوستروم في كتابه الذي حمل عنوان تحدي الموارد المشتركة الحكم المتكيف طريقة لإدارة الموارد المشتركة. يعتبر الحكم المتكيف مناسبًا للتعامل مع المشكلات المعقدة كما هو الحال مع إدارة الموارد المشتركة. حددت أوستروم خمسة متطلبات أساسية لتحقيق الحكم المتكيف. تشمل:
- الحصول على معلومات دقيقة من خلال التركيز على إنشاء واستخدام المعرفة العلمية من قبل مديري المورد ومستخدميه.
- التعامل مع تضاربات المصالح والاعتراف بحقيقة أنها ستحدث، ووجود أنظمة لاكتشافها وحلها في أسرع وقت ممكن.
- تعزيز الامتثال للقواعد، من خلال تنمية المسؤولية لدى مستخدمي الموارد لمراقبة استخداماتها.
- توفير بنية تحتية مرنة مع مرور الوقت لإنجاز العمليات الداخلية وإنشاء روابط مع موارد أخرى.
- تشجيع التكيف والتغيير لمعالجة الأخطاء ومواكبة التطورات الجديدة.

## الموارد ذات الوصول المفتوح
تعتبر الموارد ذات الوصول المفتوح في الاقتصاد غالبًا سلعًا متنافسة وغير قابلة للاستبعاد. ويجعلها ذلك شبيهة بالسلع المشتركة في أوقات الرخاء. تتطلب السلع ذات الوصول المفتوح القليل من الإشراف على عكس العديد من السلع الشائعة.
أُعدَّ نظام الوصول المفتوح لتحقيق أفض قوانين استخدام موارد الوصول المفتوح حيث كل شيء جاهز للاستخدام، مثل الأرض. حدث ذلك خلال التوسع في مناطق غرب الولايات المتحدة حيث منحت مساحات ضخمة من الأراضي لأول شخص طالب بها لتشغيلها.
ومع ذلك فقد تنتج عواقب مختلفة في بيئة مختلفة مثل الصيد. بما أنَّ الأسماك مورد بوصول مفتوح فمن السهل نسبيًا الصيد والربح. إذا أصبح الصيد مربحًا سيزيد عدد الصيادين ويقل عدد الأسماك. تؤدي قلة الأسماك إلى ارتفاع الأسعار مما يؤدي أيضًا إلى زيادة عدد الصيادين، وكذلك انخفاض تكاثر الأسماك. هذا مثال عن المشاكل التي تنشأ مع السلع ذات الوصول المفتوح.